# Louise của Artois
Louise Marie Thérèse của Artois (21 tháng 9 năm 1819 – 1 tháng 2 năm 1864) là Công tước phu nhân và sau này là nhiếp chính xứ Parma. Louise là con gái cả của Charles Ferdinand của Artois, Công tước xứ Berry, con trai thứ của Charles X của Pháp và Maria Carolina Ferdinanda của Hai Sicilie. Louise đảm nhận vị trí nhiếp chính xứ Parma khi con trai chưa thành niên từ năm 1854 đến năm 1859.